# Liste des batailles des croisades
Cet article donne une liste des batailles lors des croisades.

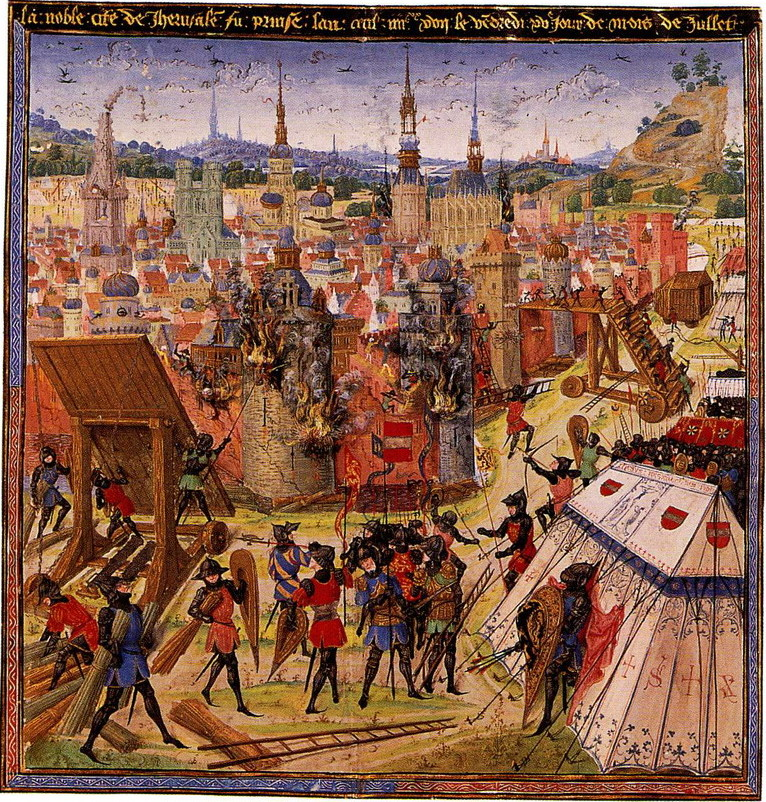
juillet 1099 : la prise de Jérusalem.

## Batailles des croisades en Orient

### Première croisade
Civitot
Siège de Xerigordon (1096)
Siège de Nicée (1097)
Bataille de Dorylée (1097)
Siège d'Antioche (1097-98)
Siège de Ma'arra (1098)
Siège de Jérusalem (1099)
Siège d'Ascalon (1099)
Siège d'Arsouf (1099)

### Entre 1100 et 1145
Bataille de Mélitène (1100)
Bataille de Ramla (1101)
Bataille de Ramla (1102)
Siège de Tripoli (1102-1109)
Bataille de Harran (1104)
Bataille de Ramla (1105)
Bataille d'Artah (1105)
Bataille de Dyrrhachium (1107)
Siège de Sidon (1110)
Bataille du Champ du Sang (1119)
bataille de Yebna (en) (1123) 
Siège de Tyr (1124)
Bataille de Azaz (1125)
Bataille de Ba'rin (1137)
Siège de Shaizar (1138)
Siège d'Édesse (1144)

### Deuxième croisade
Bataille de Dorylée (1147)
Bataille de Bosra (1147)
Bataille de Laodicée (1148)
Siège de Damas (1148)

### Entre 1149 et 1189
Bataille d'Inab (1149)
Bataille d'Aintab (1150)
Guerre civile de Jérusalem (1152)
Siège d'Ascalon (1153)
Siège de Panéas (1157)
Bataille du gué de Jacob (1157)
Bataille de Harim (1164)
invasion croisée de l'Égypte (1163-1168)
Siège de Kerak (1173)
Bataille de Montgisard (1177)
Bataille de Marj Ayoun (1179)
Bataille du gué de Jacob (1179)
Bataille de Belvoir (1182)
Expédition d'Arabie (1182)
Siège de Kerak (1183)
Bataille d'Al-Fule (1183)
Bataille de La Fontaine du Cresson (1187)
Bataille de Hattin (1187)
Siège de Jérusalem (1187)
Siège de Tyr (1187)

### Troisième croisade
Bataille d'Iconium (1190)
Siège de Saint-Jean-d'Acre (1191)
Bataille d'Arsouf (1191)
Bataille de Jaffa (1192)

### Cinquième croisade
Siège du Thabor (1217)
siège de Damiette (1218)

### Entre 1230 et 1238
Guerre des Lombards (1228-1243)

### Entre 1240 et 1247
Siège de Tyr (1243)
Siège de Jérusalem (1244)
Bataille de Forbie (1244)

### Septième croisade
Prise de Damiette (1249)
Bataille de Mansourah (1250)
Bataille de Fariskur (1250)

### Entre 1255 et 1269
Bataille d'Aïn Djalout (1260)
Guerre de Saint-Sabas (1256-1270)
Siège d'Antioche (1268)

### Huitième croisade
Siège de Tunis (1270)

### Période finale (1271-1291)
Chute du Krak des Chevaliers (1271)
Siège de Tripoli (1271)
Siège de Tripoli (1289)
Siège de Saint-Jean-d'Acre (1291)
Chute de Ruad (1302)

## Batailles descroisades à Byzance et en Morée
- 1201 : Siège de Zara
- 1203 : Siège de Constantinople
- 1204 : Siège de Constantinople
- 1205 : Bataille d'Andrinople
- 1222 : Bataille de Poimanenon
- 1261 : Siège de Constantinople
- 1281 : Traité d'Orvieto

## Batailles de lacroisade des Albigeois
La croisade des Albigeois est en fait principalement une guerre de sièges, et l'on ne compte réellement que deux batailles : Montgey (1211) et Muret (1213) :
- Sac de Béziers (22 juillet 1209)
- Premier siège de Carcassonne (août 1209)
- Siège de Minerve (juillet 1210)
- Siège de Termes (août-novembre 1210)
- Siège de Lavaur (mars-avril 1211)
- Bataille de Montgey (avril 1211)
- Premier siège de Castelnaudary (1211)
- Siège de Hautpoul (avril 1212)
- Bataille de Muret (12 septembre 1213)
- Premier siège de Toulouse (1215)
- Siège de Beaucaire (1216)
- Second siège de Toulouse (1218)
- Siège de Marmande (1219)
- Troisième siège de Toulouse (1219)
- Second siège de Castelnaudary (1220)
- Siège de Montréal (1221)
- Siège d'Avignon (1226)
- Second siège de Carcassonne (1240)
- Premier siège de Montségur (1241)
- Second siège de Montségur (1244)
- Siège de Quéribus (1255)

## Batailles descroisades baltes
- Bataille de Lyndanisse (1219)
- Bataille de Lihula (1220)
- Bataille du Soleil (1236)
- Bataille du lac Peïpous (1242)
- bataille de Skuodas (1259) (contrôle de la Samogitie)
- Bataille de Durbe (1260)
- Bataille de Karuse (1270)
- Bataille de Turaida (1298)
- Bataille de Medininkai (1320)
- Bataille de Grunwald (1410)

## Batailles descroisades balkaniques
- Bataille de Nicopolis (1396)
- Bataille de Varna (1444)
- Siège de Vienne (1529)
- Siège d'Alger (1541)
- Bataille de Lépante (1570)
- Bataille de Vienne (1683)

## Batailles descroisades contre les hussites
- Bataille de Sudomer (20 mars 1420)
- Bataille de Nemecky Brod (6 janvier 1422)
- Bataille de Usti nad Labem (1426)
- Bataille de Tachov (1427)